# Kurkó Gyárfás
Kurkó Gyárfás (Csíkszentdomokos, 1909. december 2. – Brassó, 1983. május 21.) romániai magyar regényíró, publicista, politikus.

## Élete
Lakatosmesterséget tanult, majd Brassóban önálló épületbútor- és műlakatos-műhelyt nyitott. 1934-től az Országos Magyar Pártból kivált baloldali szervezet, a Magyar Dolgozók Szövetsége (MADOSZ) Brassó megyei elnökévé választották, utóbb ő lett a szervezet országos elnöke is. II. Károly diktatúrája alatt, amikor 1938-ban feloszlatták a politikai pártokat, a MADOSZ illegálisan folytatta tevékenységét. 1940. június 19-én a MADOSZ több vezetőjével, kommunista értelmiségiekkel, szociáldemokratákkal együtt letartóztatták és Caracalba internálták. November 7-én kiutasították az országból és áttették a magyar határon, de a csendőrök visszaadták a román hatóságoknak. Az Antonescu-diktatúra idején a katonai szolgálat megtagadásáért Brassóban raboskodott.
1944 őszén Brassóban megalapította Népi Egység című napilapot, amelynek 1947-ig főszerkesztője is volt. 1944 októberében a MADOSZ-t Magyar Népi Szövetség (MNSZ) néven átszervezték; ennek ő lett az első elnöke 1947 őszéig. Ebben a tisztségében, politikusként és publicistaként az anyanyelvű iskolahálózat és művelődési intézmények érdekében lépett fel. 1946-ban a választások után ő lett a magyar parlamenti csoport vezérszónoka. 1946 decemberében a román parlament elé terjesztette az MNSZ kongresszusán megszavazott nemzetiségi törvénytervezetet, amely a kollektív nemzetiségi jogokat biztosította volna, de az előterjesztés válasz nélkül maradt. 1947 nyarán tiltakozott a magyar gazdasági szövetkezetek államosítása ellen. 1949-ben letartóztatták, és Márton Áronnal illetve az MNSZ más vezetőivel együtt koncepciós perben 10 év nehéz börtönre és 25 év kényszermunkára ítélték. 13 évet töltött magánzárkában, a börtönévek egy részét pedig a dicsőszentmártoni elmegyógyintézetben. 1964-ben az általános amnesztia alkalmával szabadult ki. 1968-ban rehabilitálták, ezután nyugdíjazásáig textilgyári munkásként dolgozott.

## Művei
- Nehéz kenyér önéletrajzi regény, 1949
- Cikkeit a kolozsvári Világosság, a Falvak Népe és az Utunk jelentette meg.